# Siedliska (Racibórz)
Pour les articles homonymes, voir Siedliska.
Siedliska est une localité polonaise de la gmina de Kuźnia Raciborska, située dans le powiat de Racibórz en voïvodie de Silésie.